# Trichomorpha paurothrix
Trichomorpha paurothrix är en mångfotingart som beskrevs av Chamberlin 1923. Trichomorpha paurothrix ingår i släktet Trichomorpha och familjen Chelodesmidae. Inga underarter finns listade i Catalogue of Life.